# As Duas Culturas
As Duas Culturas (The Two Cultures ) é o título da primeira parte de uma conferência pronunciada pelo cientista e romancista britânico C. P. Snow, em 1959, no âmbito das conferências Rede (Rede Lectures). No mesmo ano, foi publicada em livro como The Two Cultures and the Scientific Revolution.  A tese de Snow é a de que "a vida intelectual do conjunto da sociedade ocidental" ("the intellectual life of the whole of western society") divide-se  essencialmente em duas culturas - a das Ciências e a das Humanidades - sendo que tal divisão seria um importante obstáculo na busca de soluções para os problemas do mundo.

## A palestra
A palestra foi proferida em 7 de maio de 1959 no Senado, em Cambridge, e posteriormente publicada como The Two Cultures and the Scientific Revolution. A palestra e o livro expandiram um artigo de Snow publicado no New Statesman de 6 de outubro de 1956, também intitulado "The Two Cultures".  Publicada em forma de livro, a palestra de Snow foi amplamente lida e discutida em ambos os lados do Atlântico, levando-o a escrever uma continuação em 1963, The Two Cultures: And a Second Look: An Expanded Version of The Two Cultures and the Scientific Revolution. 
Em 2008, o The Times Literary Supplement incluiu The Two Cultures and the Scientific Revolution em sua lista dos 100 livros que mais influenciaram o discurso público ocidental desde a Segunda Guerra Mundial. 
Em sua fala, Snow condenou o sistema educacional britânico por ter, desde a era vitoriana, premiado excessivamente as humanidades (especialmente o latim e o grego) em detrimento da educação científica e da engenharia, apesar de tais conquistas terem contribuído tão decisivamente para a vitória dos Aliados na Segunda Guerra Mundial. Na prática, isso privou as elites britânicas (na política, administração e indústria) de uma preparação adequada para administrar o mundo científico moderno. Em contraste, disse Snow, as escolas alemãs e americanas buscavam preparar seus cidadãos igualmente em ciências e humanidades, e um melhor ensino científico permitiu que os governantes desses países competissem de forma mais eficaz em uma era científica. A discussão posterior de The Two Cultures tendeu a obscurecer o foco inicial de Snow nas diferenças entre os sistemas britânicos (tanto de escolaridade quanto de classe social) e os de países concorrentes. 

## Repercussões
Em seu ensaio Two Cultures?: The Significance of C. P. Snow, publicado em The Spectator (1962), o crítico literário F. R. Leavis classificou Snow como "homem de relações públicas" do establishment científico. O artigo atraiu muitas manifestações a favor e contra, na seção de cartas da revista. 
Com graça e rigor, o crítico Lionel Trilling, em Beyond Culture: Essays on Literature and Learning, assinalou que, embora Leavis tivesse se excedido no tom, Snow estava mesmo gravemente equivocado, ao deformar a chamada cultura  "tradicional", que de tantas maneiras se havia enriquecido ao longo do tempo.
Susan Sontag, num ensaio de 1965, depois incluído em seu livro Contra a interpretação,  observou o quanto o texto de Snow era grosseiro e não contemporâneo. Segundo ela, "o problema das duas culturas, em suma, repousa numa percepção não educada, não contemporânea de nossa atual situação cultural. É fruto da ignorância dos intelectuais (e dos cientistas que possuem um conhecimento superficial das artes, como o romancista-cientista C. P. Snow) de uma nova cultura e sua emergente sensibilidade.
Simon Critchley, em Continental Philosophy: A Very Short Introduction escreveu: 

[Snow] diagnosticou a perda de uma cultura em comum e a emergência de duas culturas distintas: aquela representada por cientistas, de um lado, e aquela que Snow chamou de 'intelectuais literatos', do outro. Se aqueles são a favor da reforma social e do progresso por meio da ciência, da tecnologia e da indústria, então intelectuais são o que Snow chamou de 'ludistas naturais', em sua compreensão e simpatia pela sociedade industrial avançada. Nos termos de John Stuart Mill, a divisão é entre Bentamitas e Coleridgeanos.
Já o presidente estoniano Toomas Hendrik Ilves, no seu discurso de abertura da Conferência de Segurança de Munique, em janeiro de 2014, disse que os problemas atuais relacionados à segurança e liberdade no ciberespaço são o culminar da ausência de diálogo entre "as duas culturas": "Hoje, desprovidos de compreensão de questões fundamentais e escritos no desenvolvimento da democracia liberal, geeks de computador inventam maneiras cada vez melhores de rastrear pessoas... simplesmente porque eles podem e é legal. Os humanistas, por outro lado, não entendem a tecnologia subjacente e estão convencidos, por exemplo, de que rastrear metadados significa que o governo lê seus e-mails." 